# Iglesia de la ciudad de Bremgarten
La Iglesia de la ciudad de Bremgarten (en alemán: Stadtkirche Bremgarten) es un edificio protegido en la ciudad de Bremgarten, Aargau, Suiza. Es un hito importante de Bremgarten. Está bajo el estatus de protección en el nivel de importancia nacional (Edificio clase A), junto con tres capillas (Santa Ana, Santa Clara, y la madre de Dios). 
La iglesia fue construida en 1300 y fue consagrada en honor de Santa María Magdalena. En 1420 Ana de Brunswick-Lüneburg, la esposa de Federico IV, duque de Austria, dio todos los derechos de la iglesia al hospital local, bajo la condición de que una misa en su memoria sería realizada una vez por año. Todavía se realiza esta misa anualmente. En 1529, en el curso de la Reforma, el edificio se convirtió brevemente en una iglesia protestante, pero en 1532 volvió a ser católica de nuevo, y desde 1532, la iglesia ha sido consagrada en honor de San Nicolás.